# Chaperiopsis (Clipeochaperia) frontalis
Chaperiopsis (Clipeochaperia) frontalis is een mosdiertjessoort uit de familie van de Chaperiidae. De wetenschappelijke naam van de soort is voor het eerst geldig gepubliceerd in 1950 door Osburn.